# Kuba na Letních olympijských hrách 2016
Kubu na Letních olympijských hrách v roce 2016.

## Medailisté
| Medaile | Jméno               | Sport    | Soutěž                         |
| ------- | ------------------- | -------- | ------------------------------ |
| Zlato   | Ismael Borrero      | Zápas    | Muži řecko-římský 59 kg        |
| Zlato   | Mijaín López        | Zápas    | Muži řecko-římský 130 kg       |
| Zlato   | Julio César La Cruz | Box      | Muži polotěžká váha (– 81 kg)  |
| Zlato   | Robeisy Ramírez     | Box      | Muži bantamová váha (– 56 kg)  |
| Zlato   | Arlen López         | Box      | Muži střední váha (– 75 kg)    |
| Stříbro | Idalis Ortízová     | Judo     | Ženy +78 kg                    |
| Stříbro | Yasmany Lugo        | Zápas    | Muži řecko-římský 98 kg        |
| Bronz   | Joahnys Argilagos   | Box      | Muži lehká muší váha (– 49 kg) |
| Bronz   | Erislandy Savón     | Box      | Muži těžká váha (– 91 kg)      |
| Bronz   | Lázaro Álvarez      | Box      | Muži lehká váha (– 60 kg)      |
| Bronz   | Denia Caballerová   | Atletika | Ženy hod diskem                |